# Holland's Next Top Model
Holland's Next Top Model (afgekort als HNTM, ook bekend als Modelmasters: Holland's Next Top Model) is een realityprogramma waarin een aantal jonge vrouwen (en sinds 2017 ook mannen) met elkaar de competitie aan gaat voor de titel Holland's Next Top Model en de kans op een carrière als fotomodel. Holland's Next Top Model is de Nederlandse versie van de hitserie America's Next Top Model.
Holland's Next Top Model werd bedacht door praatprogrammapresentatrice en oud-supermodel Tyra Banks. In Holland's Next Top Model neemt Yfke Sturm Tyra's plek over als presentatrice en voorzitter van de jury. Het eerste seizoen startte in september 2006. De finale van seizoen 2 werd gepresenteerd door Renate Verbaan, zodat Yfke zich volledig in kon zetten voor de drie overgebleven modellen. In het derde seizoen nam Daphne Deckers Yfkes plek over als presentatrice en voorzitter van de jury.
Na vier seizoenen besloot het productiehuis de productie samen te produceren met België. Op 9 mei 2011 werd bekendgemaakt dat er geen derde seizoen van Benelux' Next Top Model zou komen. Het nieuwe seizoen van Holland's Next Top Model werd gezien als een herstart en het was de bedoeling meer mode te laten zien en minder commercieel te zijn. Het modeaspect zou benadrukt moeten worden door meer mensen uit het vak als Spijkers en Spijkers, Addy van den Krommenacker, Cecile Sinclair, Yfke Sturm en Lonneke Engel als gast uit te nodigen.
Op 24 juli 2011 werd bekend dat RTL stopte met Holland's Next Top Model. Ondanks goede kijkcijfers was de zender toe aan iets nieuws. De zender sloot een terugkeer op een later tijdstip echter niet uit.
Op 8 april 2013 werd bekendgemaakt dat Holland's Next Top Model toch weer uitgezonden zou worden. Daphne Deckers zou stoppen als host. Haar plek zou worden ingenomen door Anouk Smulders. Daarnaast kwam er een nieuwe jury.
Vanaf het 10e seizoen nam Anna Nooshin het stokje over van Anouk Smulders.
Vanaf het 13de seizoen neemt Loiza Lamers het presentatie stokje over van Anna Nooshin. Lamers was in de editie van 2015 de winnaar. Het 13de seizoen zal in zijn volledigheid te zien zijn bij de streamingdienst Videoland. De aanmeldingen zijn in april 2022 van start gegaan.

## Format
Elk seizoen van Holland's Next Top Model heeft 8-16 afleveringen en start met 10-17 modellen. Elke aflevering wordt er een model geëlimineerd door de jury. Soms vallen er twee modellen af, of is er geen eliminatie. De modellen krijgen ook een make-over en de modellen gaan ongeveer bij de laatste vijf tot zeven kandidaten naar een internationale bestemming. Uitzonderingen: in seizoen 6 gingen de modellen in aflevering 2 al naar het buitenland en reisden ze verschillende Europese steden af gedurende het seizoen. In seizoen 7 en 8 stond ook het hele seizoen in teken van de buitenlandreis. In seizoen 14 was er geen buitenlandreis. 

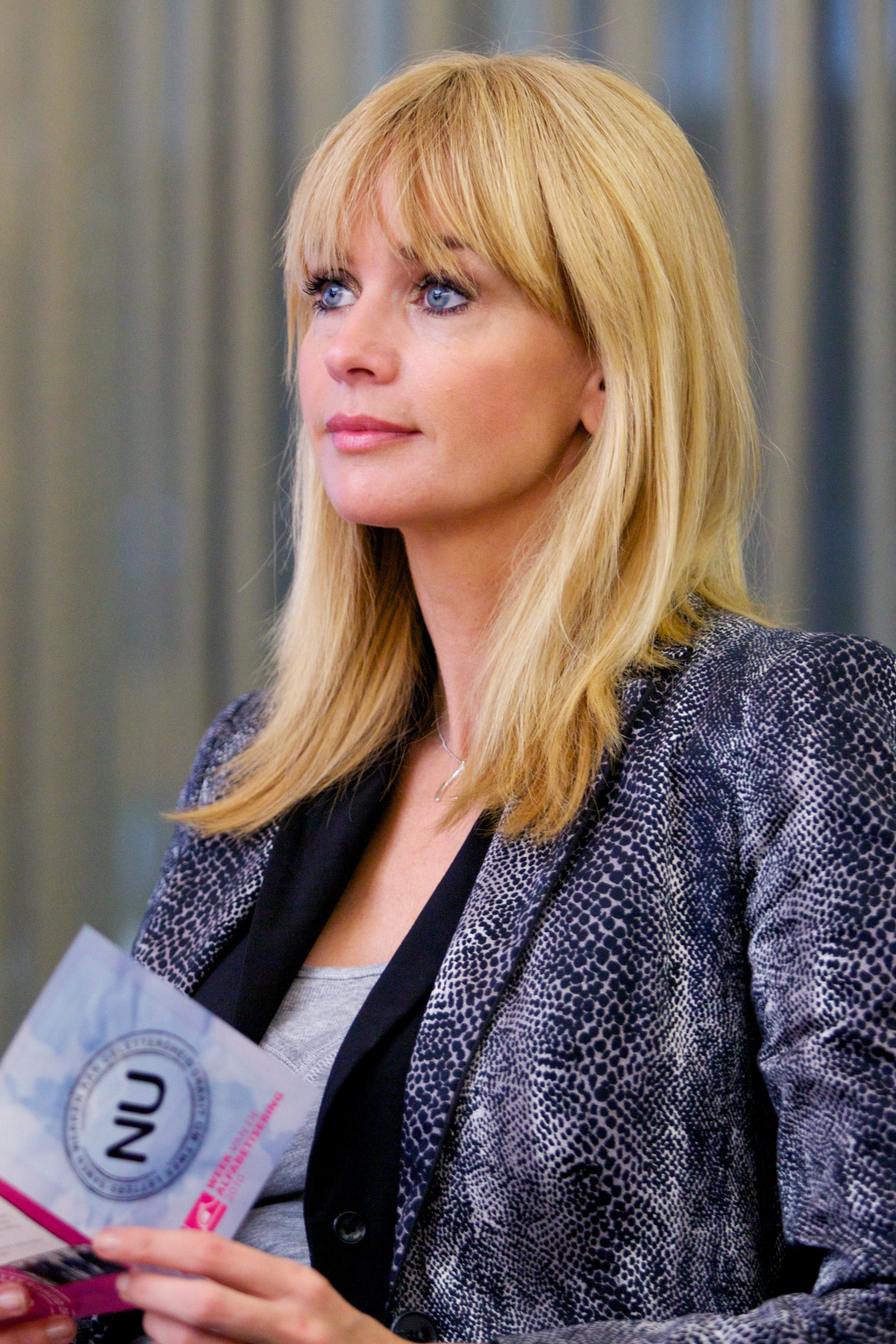
Daphne Deckers

In totaal is er ongeveer een maand gefilmd. Elke wekelijkse aflevering beslaat een periode van drie à vier dagen. Elke aflevering staat uit een 'mode-challenge', een fotosessie en/of reclame, een beoordeling van elk model en haar prestaties door de jury, geleid door Yfke Sturm, Daphne Deckers, Anouk Smulders, Anna Nooshin of Loiza Lamers en de eliminatie van één of meer modellen.
Een aflevering begint bijna altijd met de modellen die een training krijgen in het weekthema. Weekthema's zijn bijvoorbeeld: catwalk, improvisatie-acteren, les in make-up of sociale media. Vervolgens krijgen de modellen een 'challenge'. De winnaar hiervan wordt gekozen door een jurylid of coach. Prijzen zijn bijvoorbeeld kleding, een nachtje uit of een voordeel bij de eerstvolgende fotoshoot. De winnaar mag soms iemand mee nemen. In alle seizoenen is er in de eerste aflevering geen challenge. Soms zijn er meerdere winnaars bij één challenge. In seizoen 2 wonnen Bodil en Kim een challenge en vervolgens won er maar een van de twee vrouwen een prijs.
Het volgende deel is een fotosessie waarbij de prestatie van elk model wordt beoordeeld door de jury. Veel seizoenen hebben een fotosessie in bikini of lingerie, 'beautyshoot', (bijna) naakt, en/of poseren met een ander model. In de eerdere seizoenen werd later in het seizoen ook een reclameboodschap opgenomen. Dit is reclame voor een van de sponsors.
Het programma eindigt met een eliminatie. Tijdens de eliminatie krijgen de modellen soms een opdracht van de juryleden, zoals lopen als op de catwalk, zichzelf opmaken of een stukje acteren. Daarna wordt de "beste" foto van het model (of de beste reclame) die gedurende die week is gemaakt uitgereikt. Vervolgens krijgen alle overige modellen die door zijn naar de volgende ronde elk hun foto van de presentatrice. De 2 modellen die het minst hebben gepresteerd die week worden naar voren geroepen als "bottom 2". Vervolgens wordt het model waarvan de presentatrice geen foto vast heeft geëlimineerd. In seizoen 6 werden modellen op basis van hun prestaties in een luxer (basic plus) of een minder luxe (basic) appartement ingedeeld na het bespreken van hun foto. In seizoen 7 en 8 werd er geen beste foto uitgereikt en werden modellen na het bespreken van hun foto als 'veilig' of 'niet veilig' bestempeld voor die desbetreffende eliminatieronde. In seizoen 9 moesten de meiden die als niet veilig werden beoordeeld tijdens de eerste afleveringen een speech houden voor de jury. In seizoen 11 was er sprake van een stemsysteem, waarbij elk jurylid mocht stemmen of een model veilig of niet veilig was voor die desbetreffende eliminatieronde. In seizoen 13 en 14 wordt de beste foto tijdens of voor het beoordelen van alle foto's bekendgemaakt.

### Juryleden
Door de seizoenen heen waren er verschillende juryleden. In het eerste seizoen kwam er elke week een gastjurylid dat geassocieerd was met het weekthema, zoals contact met de pers, acteren en de "go sees". Vanaf seizoen twee had de jury een vaste samenstelling, maar was de bezetting anders in de internationale bestemmingen.
Daarnaast krijgen de modellen steun van verschillende coaches. Door de seizoenen heen zijn er verschillende coaches geweest. Dominique Samuel (S1), Hildo Groen (S2-S3) en Thijs Willekes (S4), Marie-Sophie Steenaert (S5 en Benelux) en Paul Benjamin (S6) waren de make-upcoaches. Ruud van der Peijl (S1-S2) en Bastiaan van Schaik (S3-S4) en Fred van Leer (S5-S9) zijn experts op het gebied van kleding en stijl. Marielle Bastiaansen  (S5 en Benelux) was expert op het gebied van haar.
Ook is er in een aantal seizoenen gebruik gemaakt van een catwalkcoach, Mariana Verkerk (S1-S5), Paultje Column (S11-S12) en Jessica Gyasi (S13-S14).
In seizoen 5, oftewel het reboot-seizoen, was het format weer teruggebracht als het eerste seizoen. Er waren vier juryleden bestaande uit hoofdjurylid Daphne Deckers, fotograaf Paul Berends, model en catwalkcoach Mariana Verkerk en stylist Bastiaan van Schaik. Elke aflevering zal er een gastjurylid in het panel plaats nemen. In seizoen 6 tot en met seizoen 8 werd er gebruik gemaakt van slechts vier juryleden bestaande uit drie vaste juryleden en een gastjurylid.
In seizoen 9 werd Fred van Leer naast coach ook het vierde vaste jurylid. Vanaf dit seizoen werd er geen gebruik meer gemaakt van gastjuryleden. In seizoen 12 werd er weer opnieuw gebruik gemaakt van diverse gastjuryleden zoals Famke Louise en Nikkie Plessen die de vaste jury bijstonden. In seizoen 13 waren er vier vaste juryleden zonder gastjury, in seizoen 14 werd vervolgens weer opnieuw gebruik gemaakt van diverse gastjuryleden. 
In het onderstaande schema staat schematisch welke Nederlandse juryleden door de seizoenen heen actief waren als jurylid of als coach. Ook zijn de Nederlandse juryleden die actief waren bij Benelux' Next Top Model meegenomen in het overzicht.
Juryleden
| Yfke Sturm           | Host/Jurylid | Host/Jurylid |              |              |              |              | Gast         |              |              | Gast         |              |              |              |              |              |              |              |              |
| Carli Hermès         | Jurylid      | Jurylid      |              |              | Gast         | Gast         |              |              |              |              |              |              |              |              |              |              |              |              |
| Karin Swerink        | Jurylid      | Jurylid      | Jurylid      |              |              |              |              |              |              |              | Gast         |              |              |              |              |              |              |              |
| Rosalie van Breemen  | Jurylid      | Jurylid      | Jurylid      | Jurylid      |              |              |              |              |              |              |              |              |              |              |              |              |              |              |
| Mariana Verkerk      | Gast         | Jurylid      | Jurylid      | Jurylid      | Jurylid      | Jurylid      | Jurylid      |              |              |              |              |              |              |              |              |              |              |              |
| Philip Riches        |              | Gast         | Jurylid      | Jurylid      |              |              | Gast         |              |              |              |              |              |              |              |              |              |              |              |
| Daphne Deckers       |              |              | Host/Jurylid | Host/Jurylid | Host/Jurylid | Host/Jurylid | Host/Jurylid |              |              | Gast         |              |              |              |              |              |              |              |              |
| Hilmar Mulder        |              |              |              | Jurylid      |              |              |              |              |              |              |              |              |              |              |              |              |              |              |
| Bastiaan van Schaik  |              | Gast         | Coach        | Coach        | Jurylid      | Jurylid      | Jurylid      |              |              |              |              |              |              |              |              |              |              |              |
| Geert de Wolf        |              |              |              |              | Jurylid      | Jurylid      |              |              |              |              |              |              |              |              |              |              |              |              |
| Ghislaine Nuytten    |              |              |              |              | Jurylid      |              |              |              |              |              |              |              |              |              |              |              |              |              |
| Jani Kazaltzis       |              |              |              |              | Coach        | Jurylid      |              |              |              |              |              |              |              |              |              |              |              |              |
| Paul Berends         |              |              |              |              |              |              | Jurylid      |              |              |              |              |              |              |              |              |              |              |              |
| Anouk Smulders       |              |              |              |              |              |              |              | Host/Jurylid | Host/Jurylid | Host/Jurylid | Host/Jurylid |              |              |              |              |              |              |              |
| Sabine Geurten       |              |              |              |              |              |              |              | Jurylid      |              |              |              |              |              |              |              |              |              |              |
| Sharon Mor Yosef     |              |              |              |              |              |              |              | Jurylid      |              | Gast         |              |              |              |              |              |              |              |              |
| May-Britt Mobach     |              |              |              |              |              |              |              |              | Jurylid      | Jurylid      |              |              |              |              |              |              |              |              |
| Dirk Kikstra         |              |              |              |              |              |              |              | Gast         | Jurylid      | Jurylid      |              |              |              |              |              |              |              |              |
| Fred van Leer        |              |              |              |              |              |              | Coach        | Coach        | Coach        | Coach        | Jurylid      |              |              |              |              |              |              |              |
| Alek Bruessing       |              |              |              |              |              |              | Gast         |              |              |              | Jurylid      |              |              |              |              |              |              |              |
| Anna Nooshin         |              |              |              |              |              |              |              |              |              |              | Jurylid      | Host/Jurylid | Host/Jurylid | Host/Jurylid |              |              |              |              |
| Kim Feenstra         |              | Winnaar      | Gast         | Gast         |              | Gast         | Gast         | Gast         | Gast         | Gast         |              | Jurylid      | Jurylid      | Jurylid      |              |              |              |              |
| Nigel Barker         |              |              |              |              | Gast         | Gast         |              |              |              |              |              | Jurylid      | Jurylid      | Jurylid      |              |              |              |              |
| JeanPaul Paula       |              |              |              |              |              |              |              |              |              |              |              | Jurylid      | Jurylid      |              |              |              |              |              |
| Loiza Lamers         |              |              |              |              |              |              |              |              |              | Winnaar      |              |              |              | Gast         | Host/Jurylid | Host/Jurylid | Host/Jurylid | Host/Jurylid |
| Yolanda Hadid        |              |              |              |              |              |              |              |              |              |              |              |              |              |              | Jurylid      | Jurylid      |              |              |
| Philippe Vogelenzang |              |              |              |              |              |              |              |              |              |              |              |              |              | Gast         | Jurylid      |              |              |              |
| Guillaume Philibert  |              |              |              |              |              |              |              |              |              |              |              |              |              |              | Jurylid      |              |              |              |
| Rodney Lam           |              |              |              |              |              |              |              |              |              |              |              |              |              |              |              | Jurylid      |              |              |

Finale
Aan het eind van elk seizoen vindt er een finale plaats waarin de modellen zich voor het laatst moeten bewijzen tijdens verschillende runways. Vaak worden er ook andere opdrachten uitgevoerd zoals een reclamespotje opnemen of een fotoshoot. De finale is vaak uitgezonden in de vorm van een liveshow. In meerdere seizoenen mag het publiek voor, tijdens of na de finale meebeslissen over de uitslag. In onderstaande tabel staat schematisch de rol van publieksstemmen en juryleden tijdens de live of vooraf opgenomen finale. Buiten de finale heeft in seizoen 6, 7 en 8 het publiek meebeslist over de laatste kandidaat die mocht deelnemen aan het programma via een online wildcard competitie. Hier werd uit 10 meiden met de meeste online stemmen 1 deelnemer geselecteerd om mee te doen met het programma.
|    | Live uitgezonden | Winnaar/winnares beslist door |
| -- | ---------------- | --- |
| 1  | Nee              | Juryleden |
| 2  | Ja               | 50 % juryleden (de 5 juryleden mochten elk een stem uitbrengen aan 1 model wat 10% van de totaalscore inhield) 50 % publieksstemmen via SMS |
| 3  | Ja               | 50 % juryleden (de 5 juryleden mochten elk een stem uitbrengen aan 1 model wat 10% van de totaalscore inhield) 50 % publieksstemmen via SMS |
| 4  | Ja               | 50 % juryleden (de 5 juryleden mochten elk een stem uitbrengen aan 1 model wat 10% van de totaalscore inhield) 50 % publieksstemmen via SMS |
| 1  | Ja               | Juryleden (de 5 juryleden mochten elk een stem uitbrengen aan 1 model wat 20% van de totaalscore inhield) |
| 2  | Ja               | Juryleden |
| 5  | Ja               | Juryleden |
| 6  | Ja               | De aflevering voor de finale werden 3 finalisten gekozen door de jury. De 4e finalist werd uitgekozen a.d.h.v. publieksstemmen via SMS. Tijdens de finale werd de uitslag bepaald door de juryleden. |
| 7  | Ja               | Nummer 4 en 3 werden bepaald door de juryleden. Vervolgens werd de winnares uitgekozen a.d.h.v. publieksstemmen via SMS. |
| 8  | Ja               | Nummer 4 en 3 werden bepaald door de juryleden. Vervolgens werd de winnares uitgekozen a.d.h.v. publieksstemmen via SMS. |
| 9  | Ja               | De laatste 3 afleveringen van het seizoen werden live uitgezonden waarin publieksstemmen via SMS allesbepalend waren voor de 6e plaats tot en met de winnares. De enige invloed die de jury had tijdens de laatste 3 afleveringen was het uitreiken van een wildcard tijdens de finale aan een eerder afgevallen kandidaat. |
| 10 | Ja               | Publieksstemmen via SMS |
| 11 | Nee              | Juryleden |
| 12 | Nee              | Juryleden |
| 13 | Nee              | Nummer 4 werd bepaald door de juryleden tijdens de finale. Na de finale werden publieksstemmen via een online pol geopend welke bekend werd gemaakt tijdens een resultshot. |
| 14 | Ja               | Nummer 5 en 4 werden bepaald aan de hand publieksstemmen via een online poll welke een week voor de finale werd geopend Nummer 3, 2 en 1 werden bepaald door de juryleden tijdens de live finale. |

### Kritiek
Winnares Sanne Nijhof bekritiseerde het programma, omdat de makers haar hadden afgeschilderd als een vrouw die geen Engels sprak. Nijhof zelf zei, dat ze een universitaire opleiding deed, waarvan een grote deel van de vakken in het Engels werd gegeven en dat de makers de beelden zo hebben gemanipuleerd alsof het leek dat Nijhof slecht in Engels was. Nijhof kreeg uiteindelijk door het winnen van de Ford's Supermodel of the World een Amerikaans modellencontract. Nijhof kreeg door het programma van sponsor Crystal Clear wel een cursus Engels aangeboden, die ze uiteindelijk aanvaardde. Ook deelnemer Anne Marie van Vliet klapte uit de school en vertelde dat de jury haar aan het huilen had gebracht. Hierdoor werd zij uit het programma gezet.
Eén dag voor de finale van het vierde seizoen werd bekendgemaakt dat Patricia van der Vliet wel deel zou nemen aan de finale, nadat ze in het ziekenhuis was beland omdat ze aan de ziekte van Crohn lijdt. De stemming door het publiek was echter al begonnen, terwijl het onzeker was of Van der Vliet mee zou doen. In de liveshow werd Van der Vliet geëlimineerd, vanwege het feit dat zij het minste aantal stemmen had. De juryleden waren het niet eens met de kijkers. Jennifer Melchers haalde in de finale de meeste publieksstemmen, twee keer het percentage van de uiteindelijke winnares Ananda Marchildon. Bij het publiek was er ontevredenheid over de grote invloed van de jury, die 40 van de 50 punten aan Marchildon gaf, op de uitslag.
In 2009, tijdens Benelux' Next Top Model, kreeg het programma veel kritiek in Nederland en Vlaanderen. Vooral de aflevering waarin de modellen Miami bezoeken kreeg veel kritiek. In deze aflevering werd gezegd dat alle modellen te dik zijn voor de catwalk. Daarnaast zou het programma meisjes aansporen tot anorexia. Al eerder liet Yvon Jaspers zich uit over het programma. Ze noemde het programma 'schandalig' voor jonge meiden die in de risicogroep voor anorexia zitten. Daphne Deckers zelf betreurt de commotie die is ontstaan. Daphne Deckers werd zelfs uitgescholden op Hyves. De twee modellen om wie het ging zijn daarna intensief aan het trainen geweest, beiden stonden tevens in de finale. Uiteindelijk won Kikstra het eerste seizoen, maar in januari 2012 kwam naar buiten dat zij slechts een klein deel van het gewonnen prijzengeld had gekregen en dat zij was ontslagen omdat ze te dik zou zijn.
Deckers liet weten dat de makers van America's Next Top Model jaloers zouden zijn op de Holland's- en Benelux' Next Top Model. Hier zouden namelijk meer modellen die verder en beter in het vak kwamen dan de Amerikanen zelf. Op dit moment doen Kim Feenstra, Sylvia Geersen, Cecile Sinclair en Patricia van der Vliet het internationaal erg goed.
Op 19 januari 2012 kwam naar buiten dat winnares Ananda Marchildon zou zijn ontslagen. Het modellencontract ter waarde van 75.000 euro bleek in werkelijkheid een grote tegenvaller. Op de gang van het Amsterdamse kantoor van modellenbureau Elite, dat het bewuste contract had overgenomen na een fusie met MTA, waar Marchildon destijds een contract won, kreeg ze namelijk te horen dat ze op staande voet ontslagen werd, omdat haar bilpartij te dik was. Op dat moment had ze alleen nog maar geposeerd voor een paar bescheiden modeshows en fotoreportages, waarmee ze amper 10.000 euro verdiende. „Ze kreeg plompverloren te horen dat er met de omvang van haar achterwerk geen werk voor haar te vinden was en dat ze dus maar beter kon gaan”, vertelde haar advocate Dieuwke Levinson-Arps van LA-Law Advocaten. Marchildon sleepte Elite voor de rechter om het resterende prijzengeld van 65.000 euro op te eisen bij Elite. Kort na Marchildon kwam ook Marchildons opvolger en eerste Benelux' Next Top Model Rosalinde Kikstra ermee naar buiten dat haar hetzelfde was overkomen en dat ook zij slechts 10.000 euro van haar prijzengeld in ontvangst had genomen. Marchildon en Kikstra wonnen beiden een contract bij MTA ter waarde van 75.000 euro maar die ging tijdens hun contract fuseren met Elite. Elite nam alleen de modellen over en niet de bestaande contracten, en Marchildon en Kikstra zouden niet voldoen aan de contracten van Elite en werden daarom nooit op de officiële website van Elite gelanceerd, terwijl ze daar op dat moment wel als model aan het werk waren. Beide modellen werden door Elite op een ongezond dieet gezet. Zo mocht Marchildon slechts komkommers eten en werd Kikstra op een dieet gezet van koolrabi. Na het dieet pasten ze niet binnen het Elite plaatje en werden ze ontslagen. Als Elite gelijk zou krijgen tijdens de rechtszaak wilde Marchildon RTL en Endemol voor de rechter slepen. Jurylid Verkerk zei later dat als de modellen een contract krijgen ter waarde van 75.000 euro dit niet wil zeggen dat ze werk krijgen voor 75.000 euro en dat de modellen niet op hun achterwerk konden blijven zitten, maar er zelf ook actief op uit moesten, omdat het werk niet naar hen toegeschoven werd. Begin 2012 kreeg Kikstra een modellencontract bij Max Models als een special model. Marchildon werd op 7 maart 2012 in het gelijk gesteld en Elite Model moest Marchildon alsnog een bedrag van 65.000 euro uitbetalen.
Het 9e seizoen zou volgens velen doorgestoken kaart zijn geweest. Akke Marije Marinus won de finale en daarmee ook het felbegeerde modellencontract bij Touché ter waarde van €50.000 dollar. De winnares werd gekozen op basis van de stemmen van de jury en van de kijkers thuis. De Leeuwarder Courant plaatste echter al een artikel online om de Friese Akke Marije te feliciteren met haar overwinning voordat alle stemmen van de kijkers geteld waren. Een oplettende kijker zag dit en deelde dit met de wereld via een Tweet, die vervolgens veel reacties opriep. Ook verdacht aan dit seizoen was dat deelneemster Emma Hagers voor het programma al onder contract stond bij Touché Models. 
In het 11e seizoen werden de modellen in de 6e aflevering voor de Elle shoot opgeschrikt door bergdemonen. Kandidaat Naomi Sauer klapt uit de school in haar blog dat de kandidaten en visagist fysiek werden aangevallen door deze beesten. Zo zou Sauer zijn geslagen, en had ze rode striemen op haar been. In het programma lijkt het echter alsof Cecilia, Rikkie en Naomi zich behoorlijk aanstellen. Veel kijkers storen zich aan de 'krokodillentranen' van de Holland's Next dames. Cecilia schrijft op haar Instagram: "Wat je op tv ziet is niet altijd de realiteit. Er wordt veel geknipt en geplakt. Onze reacties waren niet op het gene wat je op tv zag. Er is wel een klein beetje veel meer gebeurd dan dat je zag. Jammer". Sauer zou later die dag ook een aanvaring hebben gehad met de programmamakers laat ze weten op haar blog. 
In maart 2022 kwam winnares Nicky Opheij naar buiten met het verhaal dat zij 3 centimeter te dik was, en daarom het felbegeerde modellencontract ter waarde van 50.000 euro bij Touche Models nooit heeft kunnen tekenen . In september 2022 vertelde winnares Nikki Steigenga in de podcast van haar medekandidaat Daelorian van der Kolk dat ook zij haar prijzengeld nooit heeft ontvangen vanwege een te grote heupmaat. Volgens Steigenga zou in haar contract wel vermeld staan dat ze alleen dit geld zou krijgen als ze aan bepaalde maten voldoet . 
Voordat het 13e seizoen werd uitgezonden, was er veel ophef over het seizoen. Yvonne Coldeweijer liet in haar spionnenlegerchat dat er een acteur zou zijn ingehuurd die tot aflevering 9 te zien zal zijn en daarna 'vrijwillig' de show verlaat. Ook zou de winnaar van het seizoen al gelekt zijn, namelijk kandidaat Jazz Ben Khalifa. Dit bleek achteraf niet waar te zijn, aangezien de winnaar werd bepaald aan publieksstemmen die later plaats zouden vinden. Lando van der Schee had het seizoen uiteindelijk gewonnen terwijl Jazz Ben Khalifa 2e werd.
In het 14e seizoen gingen de modellen tijdens aflevering 9 naar de Efteling voor een fotoshoot. Een vrouw op deelde op TikTok dat ze slechte ervaringen had met de deelnemers. Ze zouden haar onder andere "aan de kant geduwd" hebben en haar "belachelijk gemaakt hebben." 

## Seizoenen
| Seizoen | Première         | Winnaar             | Runner-up                                     | Andere deelnemers (in volgorde van eliminatie) | Aantal deelnemers | Aantal afleveringen | Internationale bestemming |
| ------- | ---------------- | ------------------- | --------------------------------------------- | --- | ----------------- | ------------------- | ------------------------- |
| 1       | 4 september 2006 | Sanne Nijhof        | Sylvia Geersen                                | Kathelijn Brouwers, Stefanie Kouwen, Annika Elschot, Charmayne de Bruijn, Anna Marie van Vliet, Marcia Bunk, Ovo Drenth, Daisy van Belzen | 10                | 8                   | New York                  |
| 2       | 12 maart 2007    | Kim Feenstra        | Christa Verboom                               | Gioia de Bruijn, Sharmyla de Jong, Maan Limburg & Bengü Orhan, Tanimara Teterissa, Sandra van Amstel, Loïs Hoeboer, River Hoeboer, Bodil de Jong, Sabrina van der Donk                                                                           | 12                | 10                  | Kaapstad                  |
| 3       | 15 oktober 2007  | Cecile Sinclair     | Kassandra Schreuder                           | Iris Maren Dekkers, Cicilia Kembel (gestopt), Shardene van den Boorn, Nana Kwakye, Monique Berends & Anna Jonckers, Anne Nolet, Lilly Naarden, Sophie Deahl, Carmen Klaassen                                                                     | 12                | 9                   | São Paulo                 |
| 4       | 31 maart 2008    | Ananda Marchildon   | Yvette Broch                                  | Franca Nieuwenhuys & Anna Esajan, Joosje de Grave (gestopt), Laura Gerot, Daniëlle Marcus, Claudia Stegeman, Victoria Rerikh, Annika Schippers, Maj-Britt Zantkuijl, Patricia van der Vliet, Jennifer Melchers                                   | 13                | 10                  | Ko Samui                  |
| 5       | 5 september 2011 | Tamara Slijkhuis    | Elise Winklaar                                | Leontine Sijtsma, Sonja Kester, Gésanne Jongman, Jellena van Mill, Jildis Deumens (gestopt), Tirza Tjon Kwan Paw, Claudia Makiadi van den Driest, Roxanne Wassmer, Mandy Engels, Mieke Rozeman, Nancy Halsema, Michelle Zwoferink, Riquelle Pals | 15                | 11                  | Londen Reykjavik Ibiza    |
| 6       | 26 augustus 2013 | Nikki Steigenga     | Anke Jabroer                                  | Cheyenne van Altena, Sharon Pieksma, Rosalie Boekholt, Milou van den Bosch & Demy Ben Yanes, Soraya Schipper, Lotte Keijser, Kelsey Hendrix, Baldijntje Klip, Daelorian van der Kolk, Bo Kossen                                                  | 13                | 9                   | Kopenhagen Milaan Londen  |
| 7       | 1 september 2014 | Nicky Opheij        | Sanne de Roo                                  | Quinty Henskens, Aniek Arisse, Sagal Suleiman & Roos Samwel, Allison Augustus, Lincey Hegener & Holly Mae Brood, June Walton, Liz Lucasse, Aisha Kazumba, Debbie Dhillon                                                                         | 13                | 9                   | New York                  |
| 8       | 31 augustus 2015 | Loiza Lamers        | Rachel Swaab                                  | Eline Stapel (gestopt), Mandy Fiege (gestopt), Fleurine van Dalen, Demi Leussink, Yara Fay Burgers, Amy Selena van Hattem, Jackie Hendrix, Sterre Noa Groot, Laurie Kruitbosch, Celine Koningstein, Lisa Kapper                                  | 13                | 9                   | Los Angeles               |
| 9       | 30 augustus 2016 | Akke Marije Marinus | Colette Kanza                                 | Nynke Bakker, Cherie Fransen (gestopt), Lyanne Bierings, Lena Damen, Arantxa Oosterwolde & Sarah Liebregts, Anne-Wytske Hoekstra, Denise Bon, Noor van Velzen, Emma Hagers                                                                       | 12                | 9                   | Ibiza                     |
| 10      | 4 september 2017 | Montell van Leijen  | Ritse de Jong                                 | Senna van Plateringen, Quincy Sedney & Sanne Jansen, Chelsey van der Heijden, Milan Carvalho & Daila Barneveld, Jamie Traets, Bonita van Nijen, Latanya Renfrum, Sanne de Kramer                                                                 | 12                | 9                   | Noorwegen                 |
| 11      | 3 september 2018 | Soufyan Gnini       | Cecilia Zevenhek, Rikkie Kolle & Tim van RIel | Sara Slikkerveer (gestopt), Fee van der Meijs, Ramanda van Eyck, Bart van Houten & Danilo Juliet, Naomi Sauer, Daan Sanders | 11                | 9                   | Ischgl                    |
| 12      | 2 september 2019 | Marcus Hansma       | Jay Hofstede & Silke Otten                    | Marnix Baas, Joella Ajayi, Anouk Borgman, Sinio Sanchez, Samuel Verissimo & Tenisha Ramazan, Sam Hofman (gestopt), Jawahir Khalifa, Maha Eljak, Nick Bonsink, Bibi Doesburg, Benjamin van Dam, Lenny Kruider                                     | 16                | 16                  | Tbilisi                   |
| 13      | 5 september 2022 | Lando van der Schee | Jazz Ben Khalifa & Philip Cossee              | Davey Janssen, Hamdi Abdullah, Shané van der Brom, Jerrold Gunther, Jamilcia Mandinga, Folmer Boersen, Stijn Wanders, Rosa van Gessel, Lisa Fraenk, Winson Ngoh, Valerie de Ruyter, Raphael Bouman, Giel van Asten, Esmee Suierveld              | 17                | 12                  | Athene                    |
| 14      | 7 oktober 2024   | Gitte van Elst      | Sterre de Goede & Fleur Muambi                | Geëlimineerd: Nikki Wolfs, Julia Messing, Royano Poeketi, Melike Özçakil, Prince Schoutissen, Jearnisa Meinders, Tobias Min-Te, Jort Runia, Justus van Eijk, Arshea Gits, Stef Leenen                                                            | 14                | 10                  | N.v.t.                    |

### Sponsoren
| Seizoen | Kleding          | Beauty                   | Magazine         | Auto     | Overig                            | Modellenbureau                |
| ------- | ---------------- | ------------------------ | ---------------- | -------- | --------------------------------- | ----------------------------- |
| 1       | -                | Maybelline Matrix        | Glamour Magazine | Mercedes | Crystal Clear                     | Max Models                    |
| 2       | Vero Moda        | L'Oreal Paris            | Glamour Magazine | Mercedes | Crystal Clear                     | Max Models                    |
| 3       | Bjorn Borg Mango | L'Oreal Paris            | Glamour Magazine | -        | LU Cracottes                      | MTA - ModelMasters The Agency |
| 4       | Ugg Australia    | Mexx Ici Paris XL        | Grazia           | Citroen  | Alice                             | MTA - ModelMasters The Agency |
| 5       | Zinzi Zalando    | Max Factor Olaz          | -                | Lancia   | Oxfam Novib Zelfstandig opticiens | Touche Models                 |
| 6       | Zinzi            | Maybelline               | Glamour Magazine | -        | Colgate Sizz Specsavers           | Touche Models                 |
| 7       | Zinzi            | Schwarzkopf              | -                | Renault  | Oxfam Novib Colgate               | Touche Models                 |
| 8       | Zinzi            | Catrice Braun Clarisonic | -                | -        | Colgate                           | Touche Models                 |
| 9       | Zinzi            | Catrice Fleuril          | -                | Opel     | Huawei                            | Touche Models                 |
| 10      | MarcCain Zinzi   | HEMA Nivea               | Elle Magazine    | -        | -                                 | VDM Models                    |
| 11      | MarcCain H&M     | Palmolive                | Elle Magazine    | -        | Colgate                           | VDM Models                    |
| 12      | Aboutyou         | L'Anza Palmolive Biore   | Elle Magazine    | -        | Colgate                           | The Movement Models           |
| 13      | -                | Rob Peetoom Dyson        | Vogue            | -        | -                                 | The Movement Models           |
| 14      | -                | -                        | Numero Magazine  | -        | Colgate                           | The Movement Models           |

### Trivia
- Sylvia Geersen (seizoen 1) was te zien in verschillende programma's waaronder Fort Boyart, Expeditie Robinson 2011, Ranking The Stars, Sabotage, Welkom bij de Kamara's, Jouw Vrouw Mijn Vrouw VIPS, Sterren Springen op Zaterdag, Shopping Queens VIPS, Alles mag op Vrijdag, Ranking the Stars, Alleskunner VIPS en De Verrader. In 2011 vertoonde RTL de reallife soap "Sylvia’s Secrets", waarin haar afkickproces van de cocaïne in beeld werd gebracht. Verder verkreeg ze bekendheid als kandidaat-"nieuwe Cora" in de reclamefilmserie uit 2007 van het Nederlandse bedrijf Mora. Recent is aangekondigd dat Geersen de nieuwe Bachelorette is.
- Ovo Drenth (seizoen 1) was te zien in Echte Meisjes op de Prairie
- Kim Feenstra (seizoen 2) deed mee aan verschillende tv programma's en acteerde in meerdere films.
- Anna Jonckers (seizoen 3) was voor haar deelname aan HNTM de winnares van Dames in de Dop seizoen 1. Later deed ze mee aan Echte Meisjes in de Jungle en Kerels met een kleintje.
- Shardene van den Boorn (seizoen 3) deed auditie bij Idols 4. Cicilia Kembel (seizoen 3) auditeerde voor All Together Now.
- Yvette Broch (seizoen 4) deed mee aan het twintigste seizoen van Expeditie Robinson.
- Elise Winklaar (seizoen 5) deed in 2015 mee aan Miss Nederland.
- Cheyenne 'Chey' van Altena (seizoen 6) deed mee in Love Island 2019.
- Sharon Pieksma (seizoen 6) won Miss Nederland 2019 en was te zien in Mensenkennis, I Can Make You A Supermodel, Shopping Queens VIPS en Alleskunner VIPS.
- Aniek Arisse (seizoen 7) en Lincey Hegener (seizoen 7) waren te zien in I Can Make You A Supermodel
- Aisha Kazumba (seizoen 7) deed mee aan Shopping Queens VIPS
- Nicky Opheij (seizoen 7) won Miss Nederland 2017 en was te zien in Alleskunner VIPS
- Holly Mae Brood (seizoen 7) was te zien in verschillende tv programma's zoals It Takes 2, Dance Dance Dance en de Verraders. Ook heeft zij meerdere programma's gepresenteerd en is ze actrice in verschillende series en films (zie haar eigen pagina voor details).
- Loiza Lamers (seizoen 8) was te zien in verschillende tv programma's. Zo deed ze mee aan het 19e en 21e seizoen van Expeditie Robinson en De Verraders, en presenteerde ze het programma Single Town.
- Cherie Fransen (seizoen 9) was the zien in Models in Cape Town
- Lena Damen (seizoen 9) deed mee aan Adam Zkt Eva VIPS
- Quincy Sedney (seizoen 10) zat in de jury van All Together Now
- Montell van Leijen (seizoen 10) was te zien in Models in Cape Town
- Jawahir Khalifa (seizoen 12) was te zien in de netflixserie Too Hot To Handle
- Valerie de Ruijter (seizoen 13) was te zien in Muscles and Brains

Show statistieken
Winnaars
Aantal Winnaars: 14
- Oudste Winnaar: Lando van der Schee (seizoen 13) - 22 jaar oud
- Jongste Winnaar: Marcus Hansma (seizoen 12) - 17 jaar oud
- Langste Winnaar: Marcus Hansma (seizoen 12) - 1m86
- Kleinste Winnaar: Cecile Sinclair (seizoen 3) - 1m73
- Winnaar met het meest de eerste call-out: Tamara Slijkhuis (seizoen 5) - 7 keer (exclusief winnen)
- Winnaar die het vaakst in de gevarenzone zat: Kim Feenstra (seizoen 2) & Marcus Hansma (seizoen 12) - 2 keer
- Winnaar die het minst vaak in de gevarenzone zat: Sanne Nijhof (seizoen 1), Cecile Sinclair (seizoen 3) & Ananda Marchildon (seizoen 4), Tamara Slijkhuis (seizoen 5), Nikki Steigenga (seizoen 6), Nicky Opheij (seizoen 7) & Akke Marije Marinus (seizoen 9) - 0 keer
- Winnaar die het vaakst de challenge won: Ananda Marchildon (Seizoen 4) & Tamara Slijkhuis (seizoen 5) - 3 keer
- Winnaar die het minst de challenge won: Loiza Lamers (seizoen 8), Montell van Leijen (seizoen 10), Soufyan Gnini (seizoen 11) & Marcus Hansma (seizoen 12) - 0 keer

Alle deelnemers
- Aantal Deelnemers: 183
- Meest voorkomende naam: Sanne (4 keer)
- Oudste Deelnemer(s): Marcia Bunk (seizoen 1), Ramanda van Eyck (seizoen 11), Jazz Ben Khalifa (seizoen 13) & Arshea Gits (seizoen 14) - 26 jaar oud
- Jongste Deelnemer(s): Joosje de Grave (seizoen 4), Riquelle Pals (seizoen 5) Roxanne Wassmer (seizoen 5) Daelorian van der Kolk (seizoen 6), Quinty Henskens (seizoen 7), Roos Samwel (seizoen 7), Allison Augustus (seizoen 7), Amy van Hattem (seizoen 8), Lisa Kapper (seizoen 8) & Noor van Velzen (seizoen 9) - 16 jaar oud
- Langste Vrouwelijke Deelnemer(s): Kathelijn Brouwers (seizoen 1) & Maan Limburg (seizoen 2) - 1m85
- Langste Mannelijke Deelnemer(s): Jerrold Gunther (seizoen 13) - 1m91
- Kleinste Vrouwelijke Deelnemer(s): Jawahir Khalifa (seizoen 12) - 1m65
- Kleinste Mannelijke Deelnemer(s): Sam Hofman (seizoen 12) - 1m79
- Deelnemer(s) met het meest de eerste call-out: Tamara Slijkhuis (seizoen 5) - 7 keer (exclusief de finale)
- Deelnemer(s) met het vaakst achtereenvolgend de eerste call-out: Tamara Slijkhuis (seizoen 5) - 5 keer (exclusief de finale)
- Deelnemer(s) nog nooit in de gevarenzone: Sanne Nijhof (seizoen 1), Cecile Sinclair (seizoen 3), Ananda Marchildon (seizoen 4), Michelle Zwoferink (seizoen 5), Elise Winklaar (seizoen 5), Tamara Slijkhuis (seizoen 5), Nikki Steigenga (seizoen 6), Bo Kossen (seizoen 6), Debbie Dhillon (seizoen 7), Sanne de Roo (seizoen 7), Nicky Opheij (seizoen 7), Celine Koningstein (seizoen 8), Akke Marije Marinus (seizoen 9), Ritse de Jong (seizoen 10), Tim van Riel (seizoen 11) & Rikkie Kolle (seizoen 11)
- Deelnemer(s) het vaakst in de gevarenzone: Sabrina van der Donk (seizoen 2), Carmen Klaassen (seizoen 3), Yvette Broch (seizoen 4), Riquelle Pals (seizoen 5) & Arantxa Oosterwolde (seizoen 9) - 3 keer voor eliminatie
- Deelnemer(s) met het vaakst achtereenvolgend in de gevarenzone: Riquelle Pals (seizoen 5) - 3 keer voor eliminatie
- Deelnemer(s) die het vaakst de challenge won: Elise Winklaar (seizoen 5) & Jazz Ben Khalifa (seizoen 13) - 5 keer
- Duo-eliminaties: Maan Limburg & Bengü Orhan (seizoen 2), Monique Berends & Anna Jonckers (seizoen 3) & Anna Esajan & Franca (seizoen 4), Milou van den Bosch & Demy Ben Yanes (seizoen 6), Roos Samwel & Sagal Suleiman (seizoen 7), Holly Mae Brood & Lincey Hegener (seizoen 7), Sterre Groot & Laurie Kruitbosch (seizoen 8), Arantxa Oosterwolde & Sarah Liebregts (seizoen 9), Quincy Sedney & Sanne Janssen (seizoen 10), Daila Barneveld & Milan Carvalho (seizoen 10), Bart van Houten & Danilo Julliet (seizoen 11), Tenisha Ramazan & Samuel Verissimo (seizoen 12), Stijn Wanders & Folmer Boersen (seizoen 13), Lisa Fraenk & Winson Ngoh (seizoen 13), Julia Messing & Nikki Wolfs (seizoen 14)
- Trio-eliminaties: Hamdi Abdullah, Shane van den Brom & Davey Janssen (seizoen 13)
- Deelnemer(s) die deel maakte van een non-eliminatie: Jennifer Melchers & Yvette Broch (seizoen 4), Yara Fay Burgers & Amy van Hattem (seizoen 8), Silke Otten & Jay Hofstede (seizoen 12), Valerie de Ruijter & Lisa Fraenk (seizoen 13), Jort Runia & Tobias Min-Te (seizoen 14)
- Deelnemers die niet meededen met een shoot: Kim Feenstra (seizoen 2), Bodil de Jong (seizoen 2), Yvette Broch (seizoen 4), Maj-Britt Zantkuijl (seizoen 4), Daelorian van der Kolk (seizoen 6), Jazz Ben Khalifa (seizoen 13), Valerie de Ruijter (seizoen 13), Stijn Wanders (seizoen 13) & Giel van Asten (seizoen 13)
- Deelnemer(s) die weg zijn gestemd buiten de jurypanel: Iris Maren Dekkers (seizoen 3), Anna Esajan (seizoen 4), Franca Nieuwenhuijs (seizoen 4), Leontine Sijtsma (seizoen 5), Sonja Kester (seizoen 5), Cheyenne van Altena (seizoen 6), Baldijntje Klip (seizoen 6), Quinty Henskens (seizoen 7), Nynke Bakker (seizoen 9), Hamdi Abdullah (seizoen 13), Shane van den Brom (seizoen 13), Davey Janssen (seizoen 13), Jerrold Gunther (seizoen 13), Julia Messing (seizoen 14), Nikki Wolfs (seizoen 14) en Royano Poeketi (seizoen 14)
- Deelnemer(s) die vrijwillig stopte: Cicilia Kembel (seizoen 3), Joosje de Grave (seizoen 4), Jildis Deumens (seizoen 5), Eline Stapel (seizoen 8), Mandy Fiege (seizoen 8), Cherie Franssen (seizoen 9), Sara Slikkerveer (seizoen 11) & Sam Hofman (seizoen 12)

## Benelux' Next Top Model
In september 2008 en maart 2009 werden er geen seizoenen gemaakt. Even leek het erop dat het programma niet meer terug zou keren. Op 12 juni 2009 werd bekendgemaakt dat er toch een nieuw seizoen kwam, onder de titel Benelux' Next Top Model. De serie begon op 14 september 2009 en deze serie kende wel een livefinale, maar geen televoting. Rosalinde Kikstra werd door de jury uitgeroepen tot Benelux' Next Top Model. Op 13 september 2010 begon het tweede seizoen, dat op 15 november 2010 werd gewonnen door Melissa Baas. Ook zouden de voorbereidingen voor het derde seizoen voor in het najaar van 2011 al zijn gestart. Dit werd later echter ontkend, maar wel werd bevestigd dat er een nieuw seizoen van Holland's Next Top Model kwam. De reden zou zijn dat de Vlamingen het niet eens waren met de manier waarop RTL de serie wilde produceren en het vreemd vonden dat twee keer een Nederlandse vrouw het programma had gewonnen. Daarop besloot RTL alleen verder te gaan en een doorstart te gaan maken met Holland's Next Top Model.